# International Music
International Music ist eine deutsche Rockband, die 2015 in Essen gegründet wurde. Das Trio veröffentlichte 2024 sein drittes Studioalbum. 

## Geschichte

### Anfänge
Die Band wurde 2015 in Essen von Peter Rubel (Gitarre, Keyboard und Gesang), Pedro Goncalves Crescenti (Bass und Gesang) und Joel Roters (Schlagzeug) gegründet. Rubel studierte Komposition an der Folkwang Universität der Künste, Crescenti Germanistik und Anglistik an der Ruhr-Universität Bochum. Roters ist bildender Künstler und begann erst durch die Bandgründung mit dem Schlagzeugspiel. International Music tritt seit 2016 öffentlich auf und veröffentlichte im selben Jahr die EP Mein Schweiss auf SoundCloud und im März 2017 auf Kompaktkassette.  
Die Schulfreunde Peter Rubel und Pedro Goncalves Crescenti machen bereits seit 2006 gemeinsam Musik und haben mit The Düsseldorf Düsterboys eine weitere Band, die sich stärker Psychedelic Folk, Lo-Fi und Indie-Pop annähert. Deren Debütalbum Nenn mich Musik erschien im Oktober 2019.

### Die besten Jahre
Am 27. April 2018 erschien das Debütalbum Die besten Jahre über das Berliner Indie-Label Staatsakt. Das achtzigminütige Doppelalbum wurde von der Musikpresse einhellig gelobt.
Der Musikexpress beschrieb den Stil, der verschiedene Genres und Einflüsse vereint, von International Music so:

„Es trifft ... The Jesus And Mary Chain auf Can auf F.S.K., über all dem schwebt in einigen Songs eine ganz schwer greifbare, fast Shanty-hafte Melancholie.“

Der Radiosender ByteFM beschreibt das Album als „dichtes Netz aus Lakonie, Melancholie, Psychedelia und Post-Punk, in dem man sich als HörerIn nur allzu gerne verfängt.“
Zündfunk fasste die Qualitäten der Band folgendermaßen zusammen:

„Am ehesten zu vergleichen sind die Texte noch mit denen von Andreas Spechtl von Ja, Panik – auch wegen dem deutsch-englisch Gemisch. Mit Tocotronic, Blumfeld oder Olli Schulz hat das hier nichts zu tun. Wir finden keine einprägsamen Slogans, nichts Hyper-Intellektuelles und kein straightes Storytelling. Dafür wird es musikalisch nie langweilig: Man denkt an FSK, La Düsseldorf, Krautrock, an Velvet Underground, John Cale – und an Freddy Quinn.“

Laut.de würdigte das Debütalbum mit der Höchstwertung und umschrieb die Wirkung der Musik:

„Genie und Wahnsinn liegen oft nah beieinander, so wie bei einem Helge Schneider. Da muss man vor Rührung auch immer fast weinen und sich gleichzeitig den Bauch vor Begeisterung halten. Die berühmte Ruhrpott-Dramatik schwebt auch bei International Music mit: Melancholie im Rausch der Gitarre.“

Die Band selbst benennt The Velvet Underground, Spacemen 3, Trio und The Beatles als Inspiration.
In den Jahrescharts der besten Alben 2018 des Musikexpress erreichte Die besten Jahre den ersten Platz. Die Zeitschrift wählte das Erstlingswerk außerdem 2019 auf Platz 36 der 100 besten deutschen Alben aller Zeiten.
2018 wurde die Band mit dem popNRW-Preis des NRW KULTURsekretariats und Landesmusikrat Nordrhein-Westfalens als beste Newcomer ausgezeichnet. ByteFM kürte Die besten Jahre nach einer Hörerumfrage zum besten Album des Jahres, bei den meistgespielten Alben belegte es Platz 6. Auch in den Jahrescharts von detektor.fm wurde das Album auf den ersten Platz gewählt.
2020 gewann International Music den Nachwuchspreis beim Deutschen Musikautorenpreis.

### Ententraum
Am 23. April 2021 erschien mit Ententraum das zweite Studioalbum, welches wie bereits das Debüt von Staatsakt als Doppelalbum auf den Markt gebracht wurde. Das Album erhielt ebenfalls gute Kritiken, so vergab etwa Musikexpress die Höchstwertung. Gelobt wurden die eigenwilligen Songtexte und die kreative Energie der Band, die ihr Repertoire unter anderem um Elemente aus New Wave, Tropicalismo und Progressive Rock erweiterte. Ententraum stieg auf Platz 13 der deutschen Albumcharts ein. Laut.de, Musikexpress und ByteFM wählten es jeweils auf Platz 2 ihrer Jahrescharts 2021.

### Endless Rüttenscheid
Am 6. September 2024 ist das dritte Studioalbum Endless Rüttenscheid erschienen, nicht mehr beim bisherigen Label Staatsakt, sondern über das neugegründete Band-Label Timeless Melancholic Music mit The Orchard als Vertriebspartner. Mit 41 Minuten ist es das bislang kürzeste Album von International Music. Der Titel spielt auf das Essener Szeneviertel Rüttenscheid an. Als erste Single wurde am 17. Mai 2024 Liebesformular veröffentlicht.

## Diskografie
Studioalben
- 2018: Die besten Jahre (Staatsakt)
- 2021: Ententraum (Staatsakt)
- 2024: Endless Rüttenscheid (Timeless Melancholic Music)

Extended Plays
- 2016: Mein Schweiss (Eigenvertrieb)

Singles
- 2018: Für Alles
- 2018: Cool bleiben
- 2018: Pfeffer
- 2021: Insel der Verlassenheit
- 2021: Wassermann
- 2021: Misery
- 2021: Heute (mit Vomit Heat)
- 2022: Nebel (Studio Session)
- 2023: Die Dramaturgie des Nachmittags (mit Zinn)
- 2024: Liebesformular
- 2024: Guter Ort
- 2024: Im Sommer bin ich dein König